# Вакуленко, Николай Кондратьевич
Николай Кондратьевич Вакуленко (4 января 1925, с. Мокрая Калигорка, Звенигородский район, Черкасский округ, Киевская губерния, УССР, СССР — 29 января 2017, Екатеринбург, Российская Федерация) — деятель советских спецслужб, генерал-майор госбезопасности (1975). Начальник УКГБ по Киеву и Киевской области (1976—1982). Начальник Высших курсов КГБ СССР (1983—1988).

## Биография
Родился в крестьянской семье.
В период начала Великой Отечественной войны с 1941 года был эвакуирован на Урал, работал на заводе № 56 Наркомата боеприпасов СССР в Нижнем Тагиле, Свердловской области.
С 1941 по 1945 годы последовательно занимал должности — рабочий, мастер, начальник смены и начальник производственной мастерской, с 1945 по 1949 годы на заводской комсомольско-партийной работе — секретарь заводского комитета ВЛКСМ и заместитель секретаря заводского комитета ВКП(б).
С 1949 года принят на службу в органы госбезопасности. С 1949 по 1954 годы обучался в Школе № 204 МВД — КГБ СССР в городе Киев.
С 1954 года работал оперуполномоченным в Управлении КГБ СССР по Свердловской области. С 1961 по 1965 годы — уполномоченный УКГБ по Свердловской области по городу Нижний Тагил. С 1965 по 1973 годы — заместитель начальника УКГБ по Свердловской области.
С 1973 года — в КГБ Украинской ССР: с 1973 по 1976 годы — начальник Второго (контрразведывательного) управления. С 1976 по 1982 годы — руководитель УКГБ по городу Киеву и Киевской области и член Коллегии КГБ УССР.
С 1983 по 1988 годы — начальник Высших курсов КГБ СССР в Киеве.
В 1981 году избирался делегатом XXVI съезда КПСС.
С 1989 года в отставке, жил в Екатеринбурге. Похоронен на Широкореченском кладбище.

## Награды и звания
- Орден Трудового Красного Знамени
- Два Ордена Красной Звезды